# 모리셔스의 경제
모리셔스의 경제는 농업, 수출, 금융 서비스, 관광에 기반을 둔 혼합 개발 경제이다. 1980년대 이후 모리셔스 정부는 농업, 특히 설탕 생산에 의존하는 것을 넘어 국가 경제를 다각화하는 방안을 모색해 왔다.

## 역사
모리셔스 경제는 독립 이후 놀라운 변혁을 겪었다. 설탕 수출과 세계 수요의 부류에 시달리는 실업률이 높은 가난한 나라에서 모리셔스는 문제가 없는 것은 아니지만 상대적으로 부유하고 다양해졌다.
1970년대는 경제를 다각화하고 국민들에게 더 많은 임금을 주는 일자리를 제공하겠다는 정부의 강력한 약속이 특징이었다. 관광 진흥과 EPZ의 설립은 이러한 목표를 달성하는 데 많은 기여를 했다. 1971년부터 1977년까지 약 64,000개의 일자리가 창출되었다. 그러나 정부는 노동력 확보가 급물살을 타면서 EPZ 회사들이 노동자들에게 공정한 임금, 조직과 파업의 권리, 그리고 다른 모리셔스 노동자들에게 제공되는 건강 및 사회적 혜택을 거부하는 것을 허용했다. 1970년대 중반의 호황은 또한 해외 원조 증가와 예외적인 설탕 작물, 그리고 높은 세계 가격에 의해 가속화되었다.
1970년대 후반에 경제 상황이 악화되었다. 석유 가격이 상승하고, 설탕 붐이 끝났으며, 수입이 수출을 앞지르면서 국제수지 적자가 꾸준히 증가했다. 모리셔스는 국제 통화 기금과 세계은행에 도움을 요청했다. 수입에 대한 지불을 돕기 위해 대출과 신용을 받는 대가로, 정부는 식량 보조금 삭감, 통화 평가절하, 정부 임금 인상 제한 등 일정한 조치를 취하기로 합의했다.
1980년대까지 광범위한 정책수단에 대한 광범위한 정치적 합의 덕분에 경제는 꾸준한 성장, 인플레이션 감소, 높은 고용, 국내 저축 증가를 경험했다. EPZ는 설탕의 주요 수출 수입 부문으로 추월되었고, 설탕 산업과 정부를 합친 것보다 더 많은 노동자들을 고용하였다. 1986년 모리셔스는 12년 만에 처음으로 무역흑자를 기록했다. 관광업 또한 호황을 누리면서 호텔 침대와 항공편의 수가 증가했다. 낙관적인 분위기가 모리셔스의 경제적 성공을 동반했고 홍콩, 싱가포르, 대만, 그리고 한국을 포함한 역동적인 경제를 가진 다른 아시아 국가들과의 비교를 촉진시켰다.
1980년대 후반과 1990년대 초반까지 경제는 침체되었지만, 정부는 신중한 발전 계획을 수립하고 실행함으로써 국가의 장기적인 번영을 보장할 수 있다고 낙관하였다. 1989년 포트루이스에 증권거래소가 문을 열었다. 1993년 모리셔스의 국내총생산(GDP)은 86억 달러, 성장률은 5.5%, 물가상승률은 10.5%였다.

## 성공을 위한 정책
해외개발연구원의 밀레니엄 개발목표에 대한 최근 보고서는 경제적 성공의 4가지 주요 이유를 제시했다.
1. 이질적 자유화와 다양화
2. 국가건설전략
3. 강력하고 포괄적인 기관
4. 높은 수준의 공평한 공공 투자

## 정보통신기술
2002년부터 모리셔스는 정보통신기술(ICT)의 허브 개발에 많은 투자를 해왔다. ICT 부문의 기여도는 GDP의 5.7%를 차지한다. ICT 부문은 15,390명의 직원을 고용하고 있다. 2016년 모리셔스에서 온 두 명의 학생이 구글 코드인의 결승전에 올랐다. 2017년 모리셔스는 첫 번째 대상을 수상했다. 2012년 모리셔스는 처음으로 구글 서머 오브 코드에 참여했다. 2018년, 모리셔스의 cyberstorm.mu 팀은 방콕에서 열린 인터넷 엔지니어링 태스크포스 해커톤에서 3개의 트랙을 이끌었다.

## 같이 보기
- 유엔 아프리카 경제 위원회